# Uglješići
Uglješići är en ort i Bosnien och Hercegovina.   Den ligger i entiteten Federationen Bosnien och Hercegovina, i den centrala delen av landet, 5 km norr om huvudstaden Sarajevo. Uglješići ligger 620 meter över havet och antalet invånare är 367.
Terrängen runt Uglješići är kuperad åt nordost, men åt sydväst är den platt. Runt Uglješići är det ganska tätbefolkat, med 93 invånare per kvadratkilometer.. Närmaste större samhälle är Sarajevo, 5,1 km söder om Uglješići. 
Omgivningarna runt Uglješići är en mosaik av jordbruksmark och naturlig växtlighet.